# Ampeg

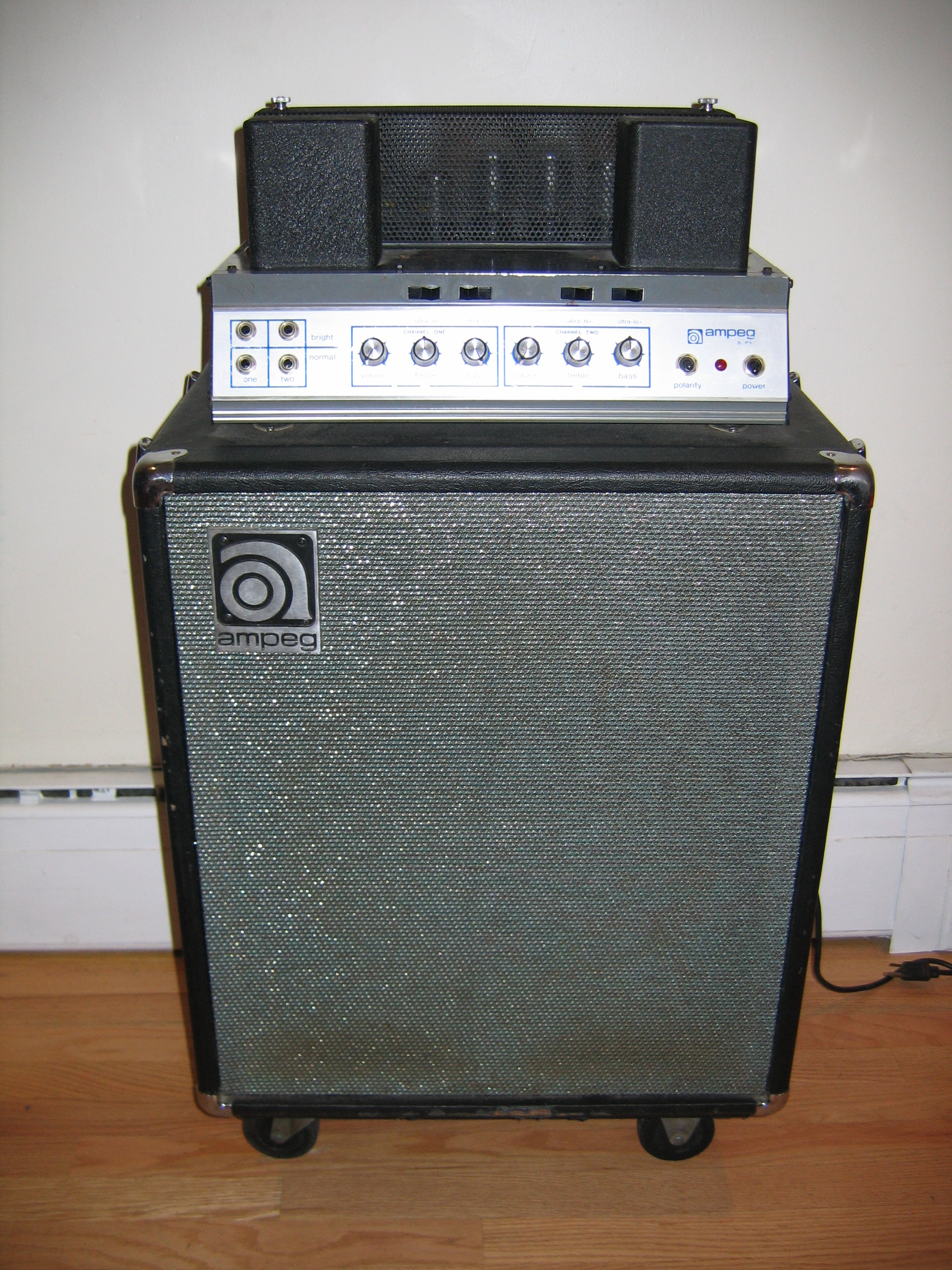
Amplificador Ampeg Portaflex, modelo B-15N, do início da década de 1970.

Ampeg é uma empresa fabricante de amplificadores com sede em Woodinville, Washington, nos Estados Unidos. Embora tenha se especializado na fabricação de amplificadores para contrabaixos elétricos, também manufatura produtos destinados ao uso com guitarras elétricas e contrabaixos acústicos.
A Ampeg foi fundada com o nome de "Michaels-Hull Electronic Labs", numa parceria entre Everett Hull, um talentoso pianista e baixista, e Stanley Michaels.  A meta original da empresa era produzir tanto um novo captador projetado por Hull, quanto fabricar amplificadores que tivessem a menor quantidade possível de distorção em seu som. No geral, amplificadores valvulados apresentam um som distorcido quando recebem sinais de intensidades excessivas (overdrive), um efeito que Hull, músico de jazz, não apreciava. O captador projetado por ele seria posicionado numa das extremidades de um contrabaixo, e foi chamado de "Amplified Peg", sendo reduzido com o tempo para "Ampeg". Após assumir o controle total da empre, Hull passou o seu nome para "Ampeg Bassamp Company".